# Allonemobius sparsalsus
Allonemobius sparsalsus is een rechtvleugelig insect uit de familie krekels (Gryllidae). De wetenschappelijke naam van deze soort is voor het eerst geldig gepubliceerd in 1930 door Fulton.